# Anton Wiede
Gotthelf Anton Wiede (* 24. Dezember 1836 in Böhrigen; † 19. April 1911 in Karlsbad) war ein deutscher Textil- und Bergingenieur, Markscheider und Unternehmer in Sachsen, Thüringen und Bayern.

## Leben
Wiede wurde 1836 als Sohn eines Müllers in Böhrigen bei Roßwein in Sachsen geboren. Ab 1850 besuchte er die Königliche Gewerbeschule Chemnitz. Er spezialisierte sich auf das Fachgebiet Spinnerei. Im Jahr 1854 schloss er den Schulbesuch erfolgreich ab. Eine erste Anstellung fand er als Werkmeister bei der Kammgarnspinnerei Schedewitz bei Zwickau. Schon 1858 setzte er seine Ausbildung fort. Bis 1859 ließ er sich an der Bergakademie Freiberg zum Markscheider ausbilden.
1867 erfolgte die Gründung des Steinkohlenwerks Morgenstern in Zwickau, späteres Steinkohlenwerk Martin Hoop, und 1871 des Steinkohlenwerks Concordia im Oelsnitzer Revier.
Im Jahre 1883 gründete er Wiedes Papierfabrik Rosenthal/Reuß in Blankenstein (Thüringen), die heutige Zellstoff- und Papierfabrik Rosenthal. 1884 folgte die Gründung der Cellulosefabrik Wiede & Co./Hof und 1886 der Holzstofffabrik Höllental, beide in Bayern.

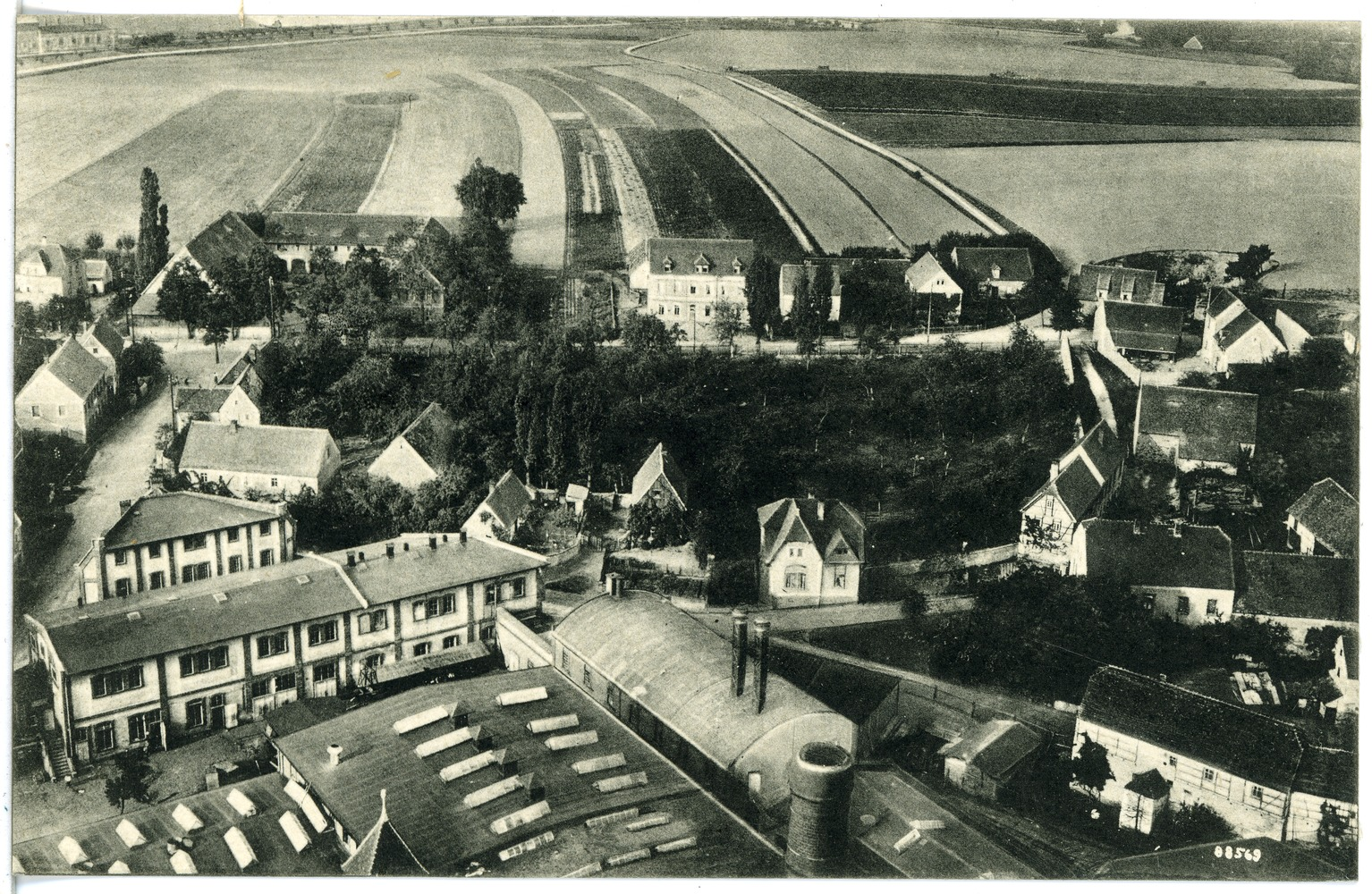
Blick auf Trebsen von der Wiede'schen Esse (Holzschleiferei und Papierfabrik Wiede & Söhne)

1887 erhielt Wiede eine Ernennung zum Kommerzienrat des Fürstentums Reuß jüngerer Linie. 1889 erfolgte die Einrichtung der Böhriger-Stiftung an der Königlich Höheren Gewerbschule Chemnitz mit einem Kapitalstock von 12.000 Mark. 1893 war er an der Holzschleiferei und Papierfabrik Wiede & Söhne/Trebsen an der Mulde (Sachsen) beteiligt; dort war er am Patronat der Stadtkirche Trebsen beteiligt. 1894 kam es zum Kauf der Papierfabrik Blankenberg in Thüringen.
1898 kandidierte Wiede im Reichstagswahlkreis Königreich Sachsen 18 als konservativer Kandidat, konnte das Mandat aber in dieser SPD-Parteihochburg aber nicht gewinnen.
1903 wurde anlässlich des zwanzigsten Jubiläums von Wiedes Papierfabrik Rosenthal der Wiedeturm bei Blankenstein gebaut. Im gleichen Jahr erfolgte die Stiftung des Rennsteig-Denkmals in Blankenstein. 1903 wurden auch Wiedes Carbidwerk Freyung/Bayern und das Kohlensäurewerk Hölle/Bayern in Hölle bei Naila gegründet. 1911 erfolgte die Einrichtung der Anton-Wiede-Stiftung mit insgesamt 25.000 Mark an der Königlichen Gewerbeschule Chemnitz als Nachfolgerin der Böhriger-Stiftung.
Wiede lebte in Bockwa bei Zwickau. Er war mit einer Tochter von Johanne Dorothea Sarfert, der Eigentümerin des Steinkohlenwerks Carl Gotthilf Sarferts Erben, verheiratet. Wiedes drei Söhne Johannes, Alfred und Fritz Wiede führten die Unternehmen nach seinem Tod im Jahre 1911 weiter.
Sein Sohn Johannes setzte dem Vater mit einem Kirchenfenster in der Stadtkirche Trebsen ein Denkmal. Es wurde anlässlich der Geburt des ersten Kindes von Johannes und Else Wiede, einer Tochter von Bruno Steglich, kurz nach dem Tod des Großvaters angefertigt und zeigt neben den Eltern und dem Neugeborenen Anton Wiede sowie dessen zuvor verstorbene Frau als Engel. Das Fenstergemälde wurde von der Dresdner Firma Urban ausgeführt, bei der Josef Goller künstlerischer Leiter war.